# Sel (by)
Sel är en ort i Ytterlännäs socken, Kramfors kommun. Orten ligger huvudsakligen runt korsningen mellan länväg Y 774 och Y 777.
1990 avgränsades en småort i området. År 2000 upphörde statusen som småort då folkmängden minskat.
Från byn Sel härstammar släkten Selander.